# Germaine Tillion
Germaine Tillion, född 30 maj 1907, död 18 april 2008, var en fransk etnolog. Hon är mest känd för det arbete hon utförde i Algeriet på 1950-talet, på uppdrag av den franska regeringen. Hon var medlem av franska motståndsrörelsen och hon tillbringade en tid i koncentrationslägret Ravensbrück.

## Biografi

### Ungdoms- och studietiden
Hon tillbringade sin ungdom med sin familj i Clermont-Ferrand. Hon lämnade Paris för att studera socialantropologi med Marcel Mauss och Louis Massignon och tog examina från École pratique des hautes études, École du Louvre och Inalco (Institut national des langues et civilisations orientales). Mellan 1934 och 1940 gjorde hon fyra fältarbeten i Algeriet. Där studerade hon Berber- och Chaouiafolken i Aurèsregionen i nordöstra Algeriet. Dessa fältarbeten var förberedelsearbeten för hennes doktorsexamen i antropologi.

### Franska motståndsrörelsen

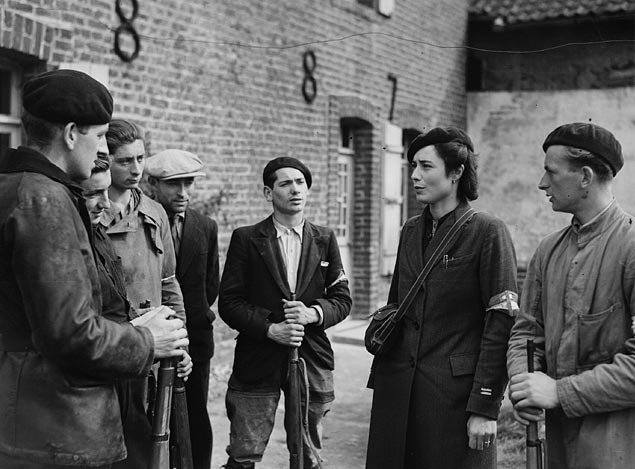
Franska motståndsrörelsen 1944.

När hon återvände till Paris 1940 hade Frankrike invaderats av Tyskland. Hennes första insats i motståndsrörelsen var att ge sin familjs papper till en judisk familj. Hon blev en av ledarna i franska motståndsrörelsens nätverk Musée de l'Homme i Paris. I hennes uppdrag ingick det att hjälpa fångar att fly och organisera underrättelsetjänsten för de allierade styrkorna mellan 1940 och 1942.
Hon blev förrådd av prästen Robert Alesch som hade gått med i hennes motståndsnätverk och fått hennes förtroende. Den 13 augusti 1942 arresterades hon.

### Ravensbrück

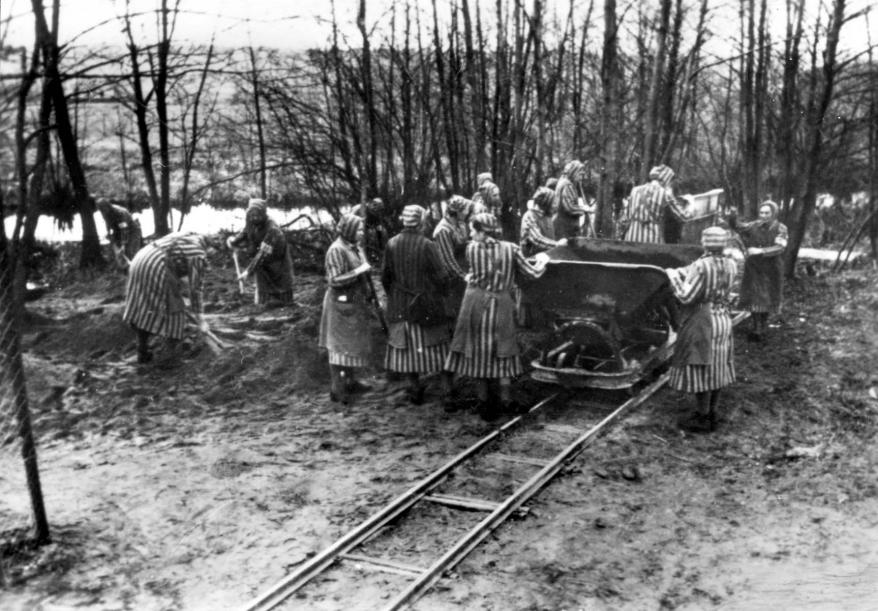
Kvinnliga fångar i Ravensbrück.

Den 21 oktober 1943 skickades hon till tyska koncentrationslägret i Ravensbrück nära Berlin med sin mor Émilie Tillion, som också var medlem i motståndsrörelsen. Under tiden hon befann sig i lägret från den 21 oktober 1943 tills det las ner våren 1945, skrev hon i hemlighet en komisk operett för att underhålla sina medfångar. Le Verfügbar aux Enfers är en beskrivning av lägerlivet från de "Verfügbar" (tyska för "disponibel", den lägsta klassen av fångar som skulle kunna användas för alla typer av arbete). Samtidigt gjorde  hon en noggrann etnografisk analys av koncentrationslägret.
Hennes mor dödades i lägret i mars 1945. Tillion flydde från Ravensbrück under våren samma år med en räddningsoperation från Svenska Röda Korset som Folke Bernadotte hade förhandlat fram. År 1973 publicerade hon Ravensbrück: En ögonvittnesskildring av ett kvinnokoncentrationsläger. Den innehåller detaljer både från hennes egna personliga erfarenheter som fånge och hennes anmärkningsvärda forskning (både samtida och efterkrigstida) av lägrens funktion, förflyttningar av fångar, administrativa verksamheter och hemliga och uppenbara brott som begåtts av SS. Hon rapporterade förekomsten av en gaskammare i Ravensbrück som andra forskare hade skrivit inte fanns i de västra lägren ochch hon bekräftade att avrättningarna trappades upp under krigets sista dagar. 
Hon dokumenterade de dubbla men motstridiga syften som lägren hade, å ena sidan, att genomföra Den slutgiltiga lösningen så snabbt som möjligt, och å andra sidan att hantera en mycket stor och lönsam slavarbetskraft till kriget (vars förtjänst enligt uppgift gick till SS-ledarskap, som var en affärsstruktur skapad av Heinrich Himmler).
Hon ger slutligen karaktärsskildringar av fångar, fängelsepersonal och "professionella" som var centrala för verksamheten och utförandet av det alltmer bisarra nazistiska uppdraget. Det var ett försök att utforska den psykologi och det direkt onda beteendet hos de ofta ordinära deltagarna som var avgörande för att tillåta och sedan mata dödsmaskinerna.

### Efter kriget
Efter kriget arbetade hon på historien om andra världskriget, nazisterna och Sovjets krigsförbrytelser i Gulag 1945-1954. Hon började ett utbildningsprogram för franska fångar. Som professor (directeur d'études) vid École des hautes études en sciences sociales åtog hon sig 20 vetenskapliga uppdrag i Nordafrika och Mellanöstern.

### Kriget i Algeriet
Hon återvände till Algeriet 1954 för att observera och analysera situationen vid randen av algeriska självständighetskriget. Hon beskriver det som den främsta orsaken till konflikten, utarmningen ( "clochardisation") av den algeriska befolkningen. För att förbättra situationen lanserade hon 'Sociala Center' i oktober 1955 som skulle hjälpa landsbygdsbefolkningen att få tillgång till högre utbildning och yrkesutbildning, så att de kunde överleva i städerna.
Den 4 juli 1957 under Slaget om Alger, träffade hon i hemlighet ledaren för Nationella befrielsefronten, Yacef Saadi, på initiativ av den senare. Syftet med mötet var att försöka få slut på spiralen av ökande avrättningar och urskillningslösa attacker. Tillion var bland de första att fördöma de franska styrkornas användning av tortyr i kriget.

### Senare i livet
Hon förblev engagerad i flera politiska ämnen, såsom utarmning av den algeriska befolkningen, den franska användningen av tortyr i Algeriet och kvinnans frigörelse i Medelhavsområdet.
År 2004 lanserade hon ett uttalande mot tortyr i Irak tillsammans med andra franska intellektuella.
2007 hade hennes operett Le Verfügbar aux Enfers premiär vid Théâtre du Châtelet i Paris i samband med firandet av hennes 100-årsdag. Vid tidpunkten för sin död 2008 var hon hedersprofessor vid sitt École des hautes études en sciences sociales.

## Utmärkelser
- Grand-Croix de la Légion d'honneur (Endast fem kvinnor har fått denna utmärkelse.)
- Grand-Croix de l'Ordre national du Mérite
- Prix mondial Cino Del Duca (1977)
- Croix de guerre 1939-1945
- Médaille de la Résistance
- Médaille de la Deportation et de l'internement pour faits de Résistance
- Förbundsrepubliken Tysklands förtjänstorden (2004)
- Den 21 februari 2014 meddelade Frankrikes president Francois Hollande att Germaine Tillon kommer att bli begravd i Panthéon. Hon begravdes där i en symbolisk grav i maj 2015. Germaine Tillions kista i Panthéon innehåller inte hennes kvarlevor utan jord från hennes gravplats, eftersom hennes familj inte ville att kroppen skulle flyttas.